# Forever Young (álbum)
Forever Young es el nombre del álbum debut de estudio de la banda de new wave y synth pop alemana Alphaville. Fue lanzado al mercado por los sellos discográficos Warner Music y Atlantic Records el 27 de septiembre de 1984. Este álbum fue producido por Andreas Budde, Wolfgang Loos y Colin Pearson y compuesto por diez temas, que lograron un éxito rotundo, que les catapultó hacia la fama y les convirtió en uno de los grupos más destacados de la década de los 80, especialmente con sus éxitos Forever Young y Big in Japan. Vendió aproximadamente 2 000 000 de copias.

## Lista de canciones
Todas las canciones escritas y compuestas por Alphaville. 
| Forever Young |                        |          |  |
| N.º           | Título                 | Duración |  |
| 1.            | «A Victory of Love»    | 4:14     |  |
| 2.            | «Summer in Berlin»     | 4:42     |  |
| 3.            | «Big in Japan»         | 4:43     |  |
| 4.            | «To Germany with Love» | 4:15     |  |
| 5.            | «Fallen Angel»         | 3:55     |  |
| 6.            | «Forever Young»        | 3:50     |  |
| 7.            | «In the Mood»          | 4:29     |  |
| 8.            | «Sounds Like a Melody» | 4:42     |  |
| 9.            | «Lies»                 | 3:32     |  |
| 10.           | «The Jet Set»          | 4:52     |  |
| 43:12         |                        |          |  |

## Músicos

### Alphaville
- Marian Gold: voz principal y coros.
- Bernhard Lloyd: sintetizadores, sampler, guitarra eléctrica y caja de ritmos.
- Frank Mertens: sintetizadores.

### Miembros adicionales
- Wolfgang Loos: sintetizadores adicionales y gong
- Ken Taylor: bajo
- Curt Cress: batería
- Miércoles, Gulfstream, Rosie Singers, Claudias: coros
- Ópera alemana: arreglos de cuerdas

## Producción
- Productores: Andreas Budde, Wolfgang Loos y Colin Pearson.
- Ingeniería y grabación: Wolfgang Loos y Uli Rudolph.
- Grabado y mezclado en Berlín en los estudios At Studio 54 con el sistema informático The Traumton.
- Ayudantes técnicos: Boris Balin y Thomas Beck.
- Mezclado por Wolfgang Loos.
- Masterización hecha en Múnich en Tonstudio Ullrich Krauss.
- Portada: Ulf Meyer Zu Küingdorf.
- Fotografía: Thomas Reutter, en Hamburgo.

## Lista de posiciones
| Lista (1984)            | Posición más alta |
| ----------------------- | ----------------- |
| Austria                 | 16                |
| Alemania                | 3                 |
| Italia                  | 20                |
| Noruega                 | 1                 |
| Suecia                  | 1                 |
| Suiza                   | 4                 |
| EE. UU. (Billboard 200) | 180               |

## Certificación
| País     | Certificación | Fecha | Ventas certificadas |
| -------- | ------------- | ----- | ------------------- |
| Alemania | 3× Oro        | 2005  | 750.000             |
| Francia  | Oro           | 1985  | 100.000             |